# Алексеевка (Тяжинский район)
Алексеевка — деревня в Тяжинском районе Кемеровской области. Входит в состав Новопокровского сельского поселения.

## География
Центральная часть населённого пункта расположена на высоте 252 метров над уровнем моря.

## Население
По данным Всероссийской переписи населения 2010 года, в деревне Алексеевка проживает 42 человека (20 мужчин, 22 женщины).